# Морозов Семен Григорович
Семен Григорович Морозов (рос. Семён Григорьевич Морозов; 12 (25) вересня 1914, Таганрог — 23 лютого 1943) — організатор і керівник комсомольсько-молодіжного підпілля в місті Таганрог Ростовської області.

## Біографія
Народився в 1914 році у місті Таганрог Ростовської області в родині залізничника. Росіянин. Закінчив 10 класів. Навчався в Таганрозькому учительському інституті. Працював вчителем у школі № 15, потім секретарем Таганрозького міськкому комсомолу.
У роки радянсько-німецької війни організатор і керівник комсомольсько-молодіжного підпілля. Понад 250 юних підпільників вели агітаційно-масову роботу серед населення, друкували і розповсюджували антифашистські листівки, влаштовували диверсії. У 1942—1943 роках вони вивели з ладу 220 автомашин, пошкодили 75 паровозів, підірвали кілька складів, знищили велику кількість окупантів.
18 лютого 1943 року група підпільників разом з керівником була схоплена гестапо і після тортур 23 лютого 1943 року розстріляна у Петрушиній балці (на південний захід Таганрога). Похований у братській могилі у Петрушиній балці.
Указом Президії Верховної Ради СРСР від 8 травня 1965 року в переддень 20-річчя Перемоги радянського народу над фашистською Німеччиною за організацію підпільної діяльності проти німецько-фашистських загарбників у тилу противника і проявлені при цьому відвагу і геройство Морозову Семену Григоровичу було посмертно присвоєно звання Героя Радянського Союзу .

## Нагороди, пам'ять

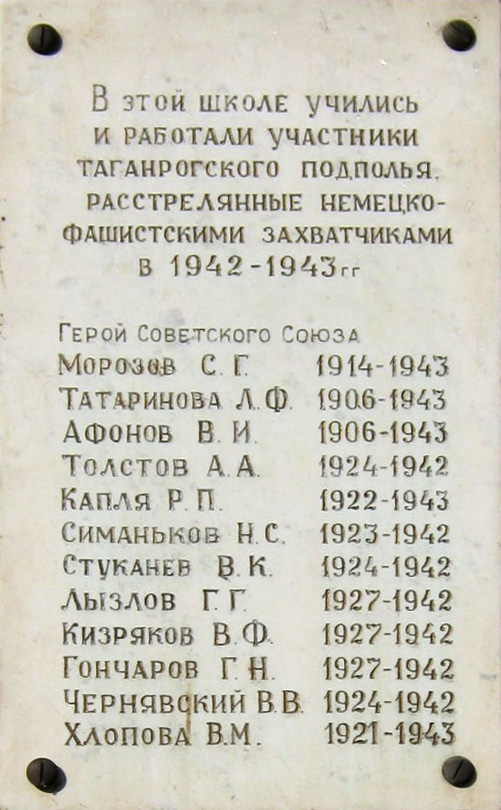
меморіальна дошка на Маріїнській гімназії

Нагороджений орденом Леніна.
На Таганрозькій школі № 15 (нині Маріїнська гімназія) встановлено меморіальну дошку. У Таганрозі ім'я Героя носить вулиця. На комбайновому заводі С. Г. Морозов зарахований до робочої бригади. Його ім'ям названо судно Міністерства річкового флоту.